# Mondul Kiri
Mondulkiri, officieel Mondul Kiri, is een provincie (khaet) van Cambodja. Grenzend aan de provincies Kratié in het westen, Stung Treng in het noordwesten, Ratanakiri in het noorden en Vietnam in het oosten. Het zuiden is het de meest dunbevolkte provincie van het land, ondanks dat het de grootste is in landoppervlak. De provincie is in 1961 ontstaan vanuit het oostelijke deel van de provincie Kratié. De hoofdstad is de stad Senmonorom.

## Geschiedenis
In 1960 werd Mondulkiri opgericht in de provincie Kratié in opdracht van koning Norodom Sihanouk. Saen Monorom werd opgericht als de hoofdstad in 1962. Tijdens de Vietnamoorlog eind jaren zestig was Mondulkiri de thuisbasis van drie bases van het Nationale Bevrijdingsfront van Zuid-Vietnam, wat resulteerde in talloze invallen en bombardementen door Amerikaanse troepen. Omstreeks 1970 viel het gebied onder de heerschappij van de Rode Khmer. Vervolgens werd een groot deel van de bevolking met geweld overgebracht naar het district Koh Nhek om te voorzien in arbeidskrachten voor de rijstteelt. Scholen, ziekenhuizen en zelfs hele dorpen werden verwoest. Maar liefst de helft van de mensen in de provincie stierf tijdens de gedwongen verhuizing in de jaren zeventig. Het Bunong-volk lijkt ongeveer 2000 jaar in het provinciegebied te hebben gewoond, maar er is weinig documentatie totdat Frankrijk in 1864 Cambodja koloniseerde. Net als andere mensen in de provincie waren de Bunong in de jaren zeventig ontheemd en mochten ze alleen terugkeren naar hun traditionele vaderland in de jaren tachtig.